# Алекс Мартінес
Алекс Мартінес (ісп. Álex Martínez, нар. 12 серпня 1990, Севілья) — іспанський футболіст, лівий захисник.

## Ігрова кар'єра
Народився 12 серпня 1990 року в місті Севілья. Вихованець футбольної школи клубу «Реал Бетіс».
У дорослому футболі дебютував 2010 року виступами за команду «Реал Бетіс Б», тоді ж почав залучатися до складу основної команди рідного клубу, в якій, утім, з'являвся на полі лише епізодично. 
2013 року перейшов до команди «Реал Мурсія», в якому отримував регулярну ігрову практику. Наступного року повернувся до «Реал Бетіс», в якому знову не став гравцем основного складу і невдовзі був відданий в оренду до «Ельче».
У сезоні 2016–17 виходив на поле у 14 іграх «Бетіса» у чемпіонаті, а по його завершенні залишив команду.
На правах вільного агента приєднався до лав «Гранади», в якій починав виступи як основний виконавець на лівому фланзі захисту. Утім вже по ходу свого другого сезону в команді почав програвати конкуренцію за місце на поле Кіні, а згодом з другої команди «Гранади» до головної був переведений Карлос Нева, і виходи на поле для Мартінеса стали взагалі епізодичними. Тож у вересні 2020 року гравець і клуб узгодили передчасне припинення співпраці.